# 斯氏短稚鱈
斯氏短稚鱈，為輻鰭魚綱鱈形目稚鱈科的其中一種，分布於東南太平洋Walvis海脊海域，為深海底棲性魚類，深度230-735公尺，體長可達28公分，棲息在底中層水域，生活習性不明。

## 扩展阅读
維基物種上的相關：斯氏短稚鱈